# المدرسة الدولية الروسية في دبي
المدرية الدولية الروسية في دبي هي مدرسة روسية تقع في مدينة دبي، الإمارات.
تتبع المدرسة المنهج الروسي، وهي المدرسة الوحيدة في دبي التي تتبع هذا المنهج. تأسست المدرسة في الأصل عام 1996 باسم مدرسة دبي الروسية؛ وكانت مدرسة قائمة على فيلا تضم 60 طالبًا، أسسها نجيب الله نجيب.
ومنذ ذلك الحين، انتقلت المدرسة إلى مكان آخر، حيث التحق بها 450 طالبًا في عام 2013، بدعم من 41 مدرسًا. وخلال ذلك العام، بالإضافة إلى الوافدين الجدد من دبي، جاء بعض الطلاب من إمارات أخرى، مثل عجمان والشارقة وأم القيوين.

## روابط خارجية
- Russian International School in Dubai (بالروسية)
- "Русская международная школа в Дубае становится все более популярна" (Archive). russkiymir.ru. 5 September 2014. (بالروسية)